# Němčice, Kolín
Němčice là một làng thuộc huyện Kolín, vùng Středočeský, Cộng hòa Séc.